# Maqsat Täýkenov
Maqsat Esengeldiulı Täýkenov (in kazako Мақсат Есенгелдіұлы Тәйкенов?; Aktau, 14 agosto 1997) è un calciatore kazako, centrocampsta del Kaspıı.

## Carriera

### Club
Cresciuto nelle giovanili della squadra della sua città natia, esordisce col Bäýterek nella seconda serie kazaka, rimanendovi per due stagioni tra il 2015 e il 2016.
Nel 2017 passa al Kaspıı, con cui esordisce nel 2020 nella massima serie kazaka.

### Nazionale
Convocato per la prima volta in nazionale maggiore nell'agosto del 2021, esordisce il 4 settembre successivo in un match di qualificazione ai mondiali perso per 1-0 contro la Finlandia.